# Victorinox
Victorinox (наименованието произлиза от на английски: Victoria – собствено име и на френски: inoxydable – неръждаем) е швейцарска компания, един от най-известните производители на ножове в света. Управлението на компанията се намира в населеното място Ибах, в Швейцария.

## История
Началото в производството на ножове с марката Victorinox, дава Карл Елзенер през 1884 година.
През 1891 година става основен доставчик на ножове за Швейцарската армия (вижте Швейцарски армейски нож).
През юни 1897 година са патентовани „Швейцарски офицерски нож“ и „Спортен нож“.
Тези ножове стават знаменити и много популярни със своята емблема – кръст върху щит – който е приет в качеството на емблема на компанията от 1909 година. През същата година, след смъртта на своята майка, Елзенер назовава компанията – „Victoria“ (Виктория), в нейна чест.
През 1921 година, след прехода в производството на ножове от обикновена закалена стомана към производство от нераждаема стомана, компанията е преименувана като Victorinox („Victoria“ + „Inox“).
От началото на 1989 година компанията започва да произвежда Швейцарски армейски часовници, а през 1999 асортимента на произвежданите продукти е разширен с началото на производственно подразделение, което изработва чанти и куфари.
През 2001 година е стартирано производство на всякакви видове ножове, включително домакински.
През 2005 година Victorinox придобива капитала на конкурентната фирма, производител на армейски ножове, Wenger.

## Швейцарски армейски нож
Швейцарският армейски нож е ключов продукт на компанията Victorinox. Първоначално компанията е единствен доставчик за армията, но през 1908 година, според наредба доставките за армията започва да се дели наполовина с друга фирма за ножове – Wenger. Тези ножове излизат с година извън рамките на армейското оборудване, тъй като е висококачествени и многофункционални инструменти (от 8 до 30+ функции в един нож). Ножовете влизат в оборудването на астронавтите на NASA.

### Кухненски ножове
Компанията Victorinox произвежда широк ассортимент от кухненски аксесоари и ножове. Започвайки производството им с ножове от прокатна стомана, компанията завършва списъка с ножове с такива, произведени от ръчно кована стомана, професионални ножове. Всеки нож носи търговската марка и номер, който указва партидата. Първоначално всички ковани ножове се произвеждат в Швейцария, но по-късно производството им е изнесено в Германия. За това свидетелства надписа в самата емблема (Extra Quality е заменено от Best Quality, Made in Switzerland е заменено от Quality Controlled)